# 4-й танковый корпус СС
4-й танковый корпус СС (нем. IV. SS-Panzerkorps) — оперативно-тактическое объединение войск СС нацистской Германии периода Второй мировой войны. Сформирован 5 августа 1943 года в Пуатье. Не принимал активного участия в операциях до нового формирования из частей расформированного 7-го танкового корпуса СС.

## Боевой путь корпуса
Штаб корпуса был создан по приказу Главного оперативного управления СС от 1 июня 1943 г. С 5 августа 1943 г. в Пуатье началась организационная работа по созданию штаба и частей корпуса. Однако уже осенью 1943 г. корпус передал ряд своих служащих на формирование 6-го и 7-го корпусов СС. При этом его фактическое формирование прекратилось и лишь 30 июня 1944 г. корпус был реанимирован путём переименования существовавшего 7-го танкового корпуса СС.
С началом Варшавского восстания корпус получил задание не допустить прорыва советских войск к городу. В начале августа части корпуса участвовали в танковом сражении у Варшавы. В сентябре 1944 г. численность штаба корпуса и его вспомогательных частей (без учёта подчинённых дивизий) составляла всего лишь 2198 человек. В это же время корпусу была подчинена корпусная группа «фон дем Бах» под командованием обергруппенфюрера СС и генерала войск СС и полиции Эриха фон дем Бах-Зелевского, занимавшаяся уничтожением восставших варшавян. До конца года корпус действовал в районе Модлина, находясь в подчинении 9-й армии.
В декабре переведён в резерв группы армий «Центр», а в январе — группы армий «Юг» в Венгрии. В январе 1945 г. корпус был передан в состав 6-й армии и участвовал в наступлении на Будапешт. 12 января части корпуса находились всего в 21 км от города. Тем не менее, по приказу Гитлера, направление основного удара корпуса было сменено и в следующем месяце Будапешт был потерян, в том числе и из-за крупномаштабного советского наступления. После этого части корпуса начали отступление. В апреле 1945 г. их остатки двинулись в Австрию, где капитулировали в мае 1945 г.

## Командиры корпуса
- обергруппенфюрер СС и генерал войск СС и полиции Альфред Вюнненберг (8 июня — 23 августа 1943)
- группенфюрер СС и генерал-лейтенант войск СС Вальтер Крюгер (23 августа 1943 — 1 июля 1944)
- обергруппенфюрер СС и генерал войск СС Маттиас Кляйнхайстеркамп (1 — 20 июля 1944)
- бригадефюрер СС и генерал-майор войск СС Николаус Хейльманн (20 июля — 6 августа 1944)
- обергруппенфюрер СС и генерал войск СС Герберт Отто Гилле (6 августа 1944 — 8 мая 1945)

## Состав корпуса
С 16 сентября 1944 года:
- 3-я танковая дивизия СС «Мёртвая голова»
- 5-я танковая дивизия СС «Викинг»
- 19-я танковая дивизия
- боевая группа 73-й пехотной дивизии

С 1 марта 1945 года:
- 3-я танковая дивизия СС «Мёртвая голова»
- 5-я танковая дивизия СС «Викинг»
- 356-я пехотная дивизия